# 樟荫东短期大学
樟荫东短期大学（日语：／ Shoinhigashi Tanki Daigaku *），简称樟荫东，是過去一所位于日本大阪府东大阪市的私立短期大学，於2015年停辦。

## 概要

### 简介
- 学校最早可以追溯到1936年、短期大学为于1966年开办[1]。由学校法人樟荫东学园经营、为男女同校从2012年。招生到2013年[1]。

### 历史
- 1966年 樟荫东女子短期大学成立并同时设置一个学科即家政科[1]。
- 1997年 家政科改名为生活学科[1]。
- 2012年 改校名为樟荫东短期大学、开始招収男学生[1]。
- 2013年 短期大学招生最后、次年停止招生[1]。

### 宪章
- 请参看樟荫东短期大学的标志 （日語） 2014年2月4日阅览。

## 学校环境
- 校区：在大阪府东大阪市

## 历任校长
- 伊贺节郎：第一代短期大学校长[2]。
- 吉田允久：现在短期大学校长[3]

## 组织

### 学科
- 生活学科
  - 生活学专攻[注 1]
  - 保育学专攻

### 专科
| - 没有 |

### 业余课程
| - 没有 |

## 相关链接
- 日本短期大学列表